# Sielsowiet szczegolański
Sielsowiet szczegolański (ros. Щеголянский сельсовет) – jednostka administracyjna wchodząca w skład rejonu biełowskiego w оbwodzie kurskim w Rosji.
Centrum administracyjnym sielsowietu jest sieło Szczegolоk.

## Geografia
Powierzchnia sielsowietu wynosi 47,63 km².

## Historia
Status i granice sielsowietu zostały określone 21 października 2004 roku.

## Demografia
W 2017 roku sielsowiet zamieszkiwało 434 mieszkańców.

## Miejscowości
W skład sielsowietu wchodzą miejscowości: Szczegolоk, Znamieńskoje, Chotież Kołodieź.